# Бучавий Валентин Романович
Бучавий Валентин Романович (нар. 20 липня 1919 — †14.02.1958)  — радянський льотчик, брав участь у Другій світовій війні. Герой Радянського Союзу(1946).

## Життєпис
Народився 20 липня 1919 року в селі Ліва Росош (нині — Каширський район Воронезької області) в селянській родині. Закінчив сім класів школи та школу ФЗУ в Краматорську, після чого працював слюсарем на механічному заводі. Навчався в місцевому аероклубі.
14 січня 1939 був призваний на службу в РСЧА. Закінчив 30 жовтня 1940 Ворошиловградську військову авіаційну школу пілотів.
Був зарахований у званні молодшого лейтенанта на посаду молодшого льотчика в 209-й швидкісний бомбардувальний авіаційний полк 12-ї авіадивізії, що дислокувався в місті Смоленськ. У лютому 1941 року його перевели в 128-й швидкісний бомбардувальний авіаційний полк, що базувався в селищі Улла Вітебської області.

## Участь у Другій світовій війні
З початку війни літав на ДБ-3, здійснював бойові вильоти в райони Даугавпілса, Вілейки, Полоцька. З серпня 1941 Бучавий воював на Брянському фронті. До листопада 1941 льотчик здійснив 30-40 бойових вильотів і завдав ворогові великих втрат, за що був нагороджений орденом Червоного Прапора.
У грудні 1941 року Бучавий став лейтенантом і був призначений командиром ланки. У травні 1942 року був нагороджений орденом Червоної Зірки. У цей же час освоїв новий бомбардувальник Пе-2.
У серпні 1942 року полк був переведений на Воронезький фронт. У бойовому вильоті в район селища Рамонь 11 вересня 1942 вже після бомбометання в його літак потрапив зенітний снаряд і пробив фюзеляж. Літак загорівся, і льотчик потягнув її до лінії фронту. Вже над своєю територією, коли вогонь охопив кабіну літака, Бучавий наказав екіпажу стрибати з парашутами, а сам ще якийсь час вів літак. Але і йому довелося стрибати. На землі обгорілогольотчика знайшли піхотинці і направили в госпіталь. Після лікування лейтенант Бучавий тільки в січні 1943 року повернувся в свій полк.
В кінці серпня 1943 йому було присвоєно звання старшого лейтенанта, а дещо раніше за участь у Курськії битві він був нагороджений орденом Вітчизняної війни 1-го ступеня. У січні 1944 року старший лейтенант Бучавий був направлений у місто Липецьк у вищу офіцерську авіаційну школу. У червні 1944 року прибув у свою 301-ю авіадивізію 16-ї повітряної армії 1-го Білоруського фронту, але у свій полк не потрапив, а був призначений заступником командира ескадрильї в 34-й Ташкентський бомбардувальний авіаційний полк.
У серпні 1944 року під час важких боїв на підступах до Варшави, в одному з бойових вильотів у кабіну Бучавого потрапив зенітний снаряд, і льотчик був важко поранений. Тим не менш, він довів літак до свого аеродрому, де відразу ж був відправлений у госпіталь. Повернувся він після лікування в кінці листопада 1944 року.
Останній, 222-й бойовий виліт, старший лейтенант Бучавий виконав 30 квітня 1945 року в район станції Рінов у ході Берлінської операції.

## Мирне життя
В червні 1945 року старшого лейтенанта Бучавого було направлено на Вищі льотно-тактичні авіаційні курси. Після їх закінчення він був зарахований у льотний навчальний центр у місті Бузулук.
Указом Президії Верховної Ради СРСР від 15 травня 1946 старший лейтенант Валентин Бучавий був удостоєний високого звання Героя Радянського Союзу з врученням ордена Леніна і медалі «Золота Зірка» за номером 7041.
З 1951 по 1955 роки служив командиром ланки і заступником командира ескадрильї 79-го, 474-го і 349-го бомбардувальних авіаполків 29-ї повітряної армії Далекосхідного військового округу в селищі Леонідівка на острові Сахалін.
З 1955 року капітан В. Р. Бучавий — у запасі. З сім'єю переїхав до міста Липецьк. Влаштувався працювати на аеродром ДОСААФ.
14 лютого 1958 він трагічно загинув. У нього залишилися дружина і дві дочки 10-й і 7 років.

## Нагороди
Герой Радянського Союзу — Медаль «Золота Зірка»
Орден Леніна (15.05.46)
Орден Червоного Прапора (07.11.41)
Орден Вітчизняної війни 1-го ступеня (08.08.43)
2 х Орден Червоної Зірки (24.05.42; 05.11.54)
Медалі: «За бойові заслуги» (15.11. 50), «За оборону Москви», «За визволення Варшави», «За взяття Берліна», «За перемогу над Німеччиною», «ХХХ років СА і ВМФ».

## Біографічні статті
- Бучавый Валентин Романович. на www.warheroes.ru. Архів оригіналу за 15 червня 2012. Процитовано 24 листопада 2014.(рос.)